# Estadi Morumbi
L'estadi Morumbi o Cícero Pompeu de Toledo és un estadi de futbol de la ciutat de São Paulo, Brasil. Morumbi és la seu del club de futbol São Paulo i és el tercer estadi més gran del Brasil, només superat pel Maracaná i pel Mineirão. Per la seva mida, s'hi juguen la majoria dels clàssics de futbol jugats a Sao Paulo, i ha rebut nombroses vegades a la selecció de Brasil. L'estadi de São Paulo també és l'estadi privat més gran del Brasil.

## Història
En els seus primers anys d'existència el club de futbol São Paulo va utilitzar l'Estadi de la Floresta. Raó per la qual el club que va existir entre el gener del 1930 i el maig del 1935 era conegut com a São Paulo da Floresta
Quan el club va ser refundat al desembre del 1935 no tenia un camp propi, situació en què es va mantenir fins al 1938, quan la seva unió amb l'Estudantes va portar al São Paulo a l'Estadi de la Mooca. L'any 1940 va passar a utilitzar l'Estadi municipal de Pacaembu.
L'any 1944 el São Paulo va comprar l'Estadi Canindé, que va passar a ser el seu camp. Però el Canindé era molt petit per a la grandesa de l'equip i llavors van sorgir les idees i projectes per a la construcció d'un estadi monumental.
El somni de construir un gran estadi va començar a fer-se realitat. La idea inicial era construir-lo a l'àrea actual on es troba el parc Ibirapuera, en l'època una regió allargada, però Jânio Quadros va impedir que el club sortís de la prefectura. El lloc escollit va ser una àrea en el Jardí Leonor, regió del Morumbi, pràcticament deshabitat, que estava en procés d'urbanització.
El desembre del 1951 l'àrea va ser adquirida pel São Paulo.

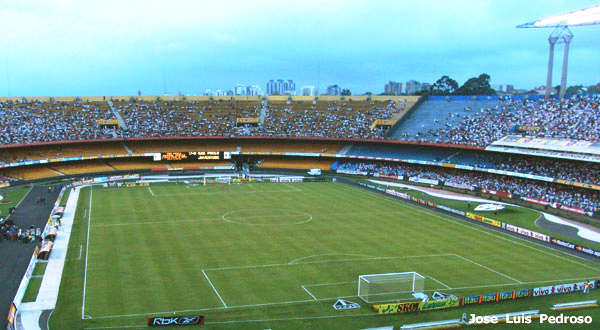
Estadi Morumbi. Partit São Paulo 5 vs. 0 Juventude - 14 d'octubre del 2006

Part dels diners de la venda del Canindé va ser invertit en material de construcció. Tot el pressupost del club també va ser invertit en la construcció de l'estadi, deixant l'equip en un segon pla. Les obres per a la construcció del nou estadi van començar l'any 1953 i no va ser inaugurat fins al 1960.
El gran somni tricolor s'estava construint. El projecte d'estadi tenia per nom d'autor a João Batista Vilanova Artigas, un dels principals representants de l'escola paulista d'arquitectura moderna.
Alguns nombres de la grandesa del Morumbi són impressionants: pel desenvolupament del projecte van ser necessàries 370 planxes de paper vegetal; es van trigar cinc mesos a fer les excavacions, amb el moviment de 340 quilòmetres cúbics de terra, els 280.000 sacs de ciment usats, col·locats en fila, cobririen la distància que hi ha des de São Paulo a Rio de Janeiro, 50 mil tones de ferro, que donarien per circumdar la Terra dues vegades i mitja.